# Élections législatives de 1932 en Charente-Inférieure
 (octobre 2020).
Si vous disposez d'ouvrages ou d'articles de référence ou si vous connaissez des sites web de qualité traitant du thème abordé ici, merci de compléter l'article en donnant les références utiles à sa vérifiabilité et en les liant à la section « Notes et références ».
Les élections législatives de 1932 ont eu lieu les 1er et 8 mai 1932.

## Élus
|   | Circonscription     | Député sortant    |  | Groupe parlementaire | Député élu        |  | Groupe parlementaire |
| - | ------------------- | ----------------- |  | -------------------- | ----------------- |  | -------------------- |
| 1 | Jonzac              | James Sclafer     |  | PRRRS                | James Sclafer     |  | PRRRS                |
| 2 | Marennes            | William Bertrand  |  | PRRRS                | William Bertrand  |  | PRRRS                |
| 3 | Rochefort           | Édouard Pouzet    |  | PRS                  | Édouard Pouzet    |  | PRS                  |
| 4 | La Rochelle         | André Hesse       |  | PRRRS                | André Hesse       |  | PRRRS                |
| 5 | Saintes             | Maurice Palmade   |  | PRRRS                | Maurice Palmade   |  | PRRRS                |
| 6 | Saint-Jean d'Angély | Théophile Longuet |  | PRRRS                | Théophile Longuet |  | PRRRS                |

## Résultats à l'échelle du département
| Partis         | Partis                                          | Premier tour | Premier tour | Deuxième tour | Deuxième tour | Sièges |
| Partis         | Partis                                          | Voix         | %            | Voix          | %             | Sièges |
| -------------- | ----------------------------------------------- | ------------ | ------------ | ------------- | ------------- | ------ |
|                | Parti républicain radical et radical-socialiste | 52 177       | 51,41        | 11 310        | 35,82         | 5      |
|                | Alliance démocratique                           | 23 253       | 22,91        | 11 553        | 36,59         | 0      |
|                | Parti républicain-socialiste                    | 8 322        | 8,20         | 7 943         | 25,15         | 1      |
|                | Section française de l'Internationale ouvrière  | 8 079        | 7,96         | 16            | 0,05          | 0      |
|                | Parti agraire et paysan français                | 6 354        | 6,26         |               |               | 0      |
|                | Parti communiste-SFIC                           | 3 193        | 3,15         | 753           | 2,38          | 0      |
|                | Socialistes indépendants                        | 116          | 0,11         | 2             | 0,01          | 0      |
|                | Divers                                          | 2            | 0,00         |               |               | 0      |
|                |                                                 |              |              |               |               |        |
| Inscrits       | Inscrits                                        | 126 791      | 100,00       | 40 464        | 100,00        | 6      |
| Votants        | Votants                                         | 103 174      | 81,37        | 31 939        | 78,93         |        |
| Abstentions    | Abstentions                                     | 23 617       | 18,63        | 8 525         | 21,07         |        |
| Blancs et nuls | Blancs et nuls                                  | 1 678        | 1,63         | 362           | 1,13          |        |
| Exprimés       | Exprimés                                        | 101 496      | 98,37        | 31 577        | 98,87         |        |

## Résultats par arrondissement

### Arrondissement de Jonzac
| Candidats      | Candidats      | Étiquette      | Premier tour | Premier tour |
| Candidats      | Candidats      | Étiquette      | Voix         | %            |
| -------------- | -------------- | -------------- | ------------ | ------------ |
|                | James Sclafer  | PRRRS          | 9 450        | 55,14        |
|                | Roger Palmiéri | PAPF           | 5 259        | 30,69        |
|                | Roger Faraud   | SFIO           | 2 262        | 13,20        |
|                | Dutilleul      | PC-SFIC        | 167          | 0,97         |
|                |                |                |              |              |
| Inscrits       | Inscrits       | Inscrits       | 20 714       | 100,00       |
| Votants        | Votants        | Votants        | 17 404       | 84,02        |
| Abstention     | Abstention     | Abstention     | 3 310        | 15,98        |
| Blancs et nuls | Blancs et nuls | Blancs et nuls | 266          | 1,53         |
| Exprimés       | Exprimés       | Exprimés       | 17 138       | 98,47        |

### Arrondissement de Marennes
| Candidats      | Candidats        | Étiquette      | Premier tour | Premier tour |
| Candidats      | Candidats        | Étiquette      | Voix         | %            |
| -------------- | ---------------- | -------------- | ------------ | ------------ |
|                | William Bertrand | PRRRS          | 8 493        | 62,95        |
|                | Jules Bertrand   | AD             | 3 766        | 27,91        |
|                | Joneau           | PC-SFIC        | 1 055        | 7,82         |
|                | Louradour        | SFIO           | 177          | 1,31         |
|                |                  |                |              |              |
| Inscrits       | Inscrits         | Inscrits       | 17 166       | 100,00       |
| Votants        | Votants          | Votants        | 13 767       | 80,20        |
| Abstention     | Abstention       | Abstention     | 3 399        | 19,80        |
| Blancs et nuls | Blancs et nuls   | Blancs et nuls | 276          | 2            |
| Exprimés       | Exprimés         | Exprimés       | 13 491       | 98           |

### Arrondissement de Rochefort
| Candidats      | Candidats      | Étiquette      | Premier tour | Premier tour | Deuxième tour | Deuxième tour |
| Candidats      | Candidats      | Étiquette      | Voix         | %            | Voix          | %             |
| -------------- | -------------- | -------------- | ------------ | ------------ | ------------- | ------------- |
|                | Édouard Pouzet | PRS            | 4 955        | 37,54        | 7 943         | 60,85         |
|                | Richard        | AD             | 4 194        | 31,77        | 4 928         | 37,75         |
|                | Mariani        | PRRRS          | 2 547        | 19,30        | Retrait       | Retrait       |
|                | Hymond         | SFIO           | 878          | 6,65         | Retrait       | Retrait       |
|                | Brillouet      | PC-SFIC        | 510          | 3,86         |               |               |
|                | Guès           | Soc. indé.     | 116          | 0,88         |               |               |
|                |                |                |              |              |               |               |
| Inscrits       | Inscrits       | Inscrits       | 16 839       | 100,00       | 16 839        | 100,00        |
| Votants        | Votants        | Votants        | 13 366       | 79,38        | 13 245        | 78,66         |
| Abstention     | Abstention     | Abstention     | 3 474        | 20,63        | 3 594         | 21,34         |
| Blancs et nuls | Blancs et nuls | Blancs et nuls | 166          | 1,24         | 192           | 1,45          |
| Exprimés       | Exprimés       | Exprimés       | 13 200       | 98,76        | 13 053        | 98,55         |

### Arrondissement de La Rochelle
| Candidats      | Candidats      | Étiquette      | Premier tour | Premier tour | Deuxième tour | Deuxième tour |
| Candidats      | Candidats      | Étiquette      | Voix         | %            | Voix          | %             |
| -------------- | -------------- | -------------- | ------------ | ------------ | ------------- | ------------- |
|                | André Hesse    | PRRRS          | 8 937        | 47,19        | 11 310        | 61,06         |
|                | Jean Seignette | AD             | 6 628        | 35,00        | 6 625         | 35,76         |
|                | Demons         | SFIO           | 2 412        | 12,74        | Retrait       | Retrait       |
|                | Geoffroy       | PC-SFIC        | 962          | 5,08         | 589           | 3,18          |
|                |                |                |              |              |               |               |
| Inscrits       | Inscrits       | Inscrits       | 23 625       | 100,00       | 23 625        | 100,00        |
| Votants        | Votants        | Votants        | 19 153       | 81,07        | 18 694        | 79,13         |
| Abstention     | Abstention     | Abstention     | 4 472        | 18,93        | 4 931         | 20,87         |
| Blancs et nuls | Blancs et nuls | Blancs et nuls | 214          | 1,12         | 170           | 0,91          |
| Exprimés       | Exprimés       | Exprimés       | 18 939       | 98,88        | 18 524        | 99,09         |

### Arrondissement de Saintes
| Candidats      | Candidats                    | Étiquette      | Premier tour | Premier tour |
| Candidats      | Candidats                    | Étiquette      | Voix         | %            |
| -------------- | ---------------------------- | -------------- | ------------ | ------------ |
|                | Maurice Palmade              | PRRRS          | 13 836       | 59,61        |
|                | Poulailler dit Bernard-Frank | AD             | 7 080        | 30,50        |
|                | Grasset                      | SFIO           | 1 839        | 7,92         |
|                | Prigent                      | PC-SFIC        | 453          | 1,95         |
|                | Trochut                      | Divers         | 2            | 0,01         |
|                |                              |                |              |              |
| Inscrits       | Inscrits                     | Inscrits       | 28 904       | 100,00       |
| Votants        | Votants                      | Votants        | 23 676       | 81,91        |
| Abstention     | Abstention                   | Abstention     | 5 228        | 18,09        |
| Blancs et nuls | Blancs et nuls               | Blancs et nuls | 466          | 1,97         |
| Exprimés       | Exprimés                     | Exprimés       | 23 210       | 98,03        |

### Arrondissement de Saint-Jean-d'Angély
| Candidats      | Candidats         | Étiquette      | Premier tour | Premier tour |
| Candidats      | Candidats         | Étiquette      | Voix         | %            |
| -------------- | ----------------- | -------------- | ------------ | ------------ |
|                | Théophile Longuet | PRRRS          | 8 914        | 57,44        |
|                | Peyrègne          | PRS            | 3 367        | 21,70        |
|                | Morin             | AD             | 1 585        | 10,21        |
|                | Moruchon          | PAPF           | 1 095        | 7,06         |
|                | Berthon           | SFIO           | 511          | 3,29         |
|                | Pélissier         | PC-SFIC        | 46           | 0,30         |
|                |                   |                |              |              |
| Inscrits       | Inscrits          | Inscrits       | 19 543       | 100,00       |
| Votants        | Votants           | Votants        | 15 808       | 80,89        |
| Abstention     | Abstention        | Abstention     | 3 735        | 19,11        |
| Blancs et nuls | Blancs et nuls    | Blancs et nuls | 290          | 1,83         |
| Exprimés       | Exprimés          | Exprimés       | 15 518       | 98,17        |